# Iberoromanski jezici
Iberoromanski jezici, skupina galoiberskih jezika koji se govore na Iberskom poluotoku u Španjolskoj, Portugalu, susjednim predjelima južne Francuske, i jedan uz rijeku Ucayali u Peruu. Iberoromanska skupina obuhvaća (16), po novijoj kalsifikaciji 12 jezika klasificiranih u 3 glavne grane, to su a) istočnoiberski s jednim jezikom; b) zapadnoiberski s 9 jezika i c) oksitanski u južnoj Francuskoj.

## Klasifikacija
A) istočnoiberski jezici. (1) jezik.
a1. katalonski jezik (4,000,000; 1994), kao materinski, plus 5,000,000 kao drugi jezik. 6,000,000 etničkih Katalonaca živi u Španjolskoj, uključujući Valencijce.
B) oc jezici (2) jezikaa:
b okcitanski jezik
b1. overnjanski dijalekt, u provinciji Auvergne, Francuska.
b2. gaskonjski dijalekt, u provinciji Gascogne, Francuska.
b3. limuzinski dijalekt, u provinciji Limousin, Francuska.
b4. langedoški dijalekt, u provinciji Languedoc, Francuska.
b5. provansalski dijalekt, u provinciji Provence, Francuska.
b6. alpski dijalekt, u provinciji Dauphiné, Francuska.
c. shuadit ili judeoprovansalski.
C) zapadnoiberski jezici, 9 jezika
c3. 1. asturleonski jezici (2):
a. asturleonski, 100,000 kao prvi jezik  (materinski) i 450,000 kao drugi (1994). Ima 550,000 etničkih Asturaca.
b. mirandeški jezik, Govori ga 10,000 Mirandeza(1995), malena etnička manjina, čije je glavno gradsko središte Miranda u Portugalu.
c3. 2. kastiljski (4):
a. estremadurski jezik, jezik Estremaduraca, 200,000 (1994) aktivnih govornika.
b. judeošpanjolski ili ladino.
c. španjolski jezik ili kastiljski, 266,000,000 u svim zemljama (1987); 352,000 uključujući pripadnike raznih naroda kojima nije materinski.
d. loreto-ucayali španjolski
c3. 3. portugalsko-galicijski jezici (3):
a. fala
b. galicijski jezik, 4 milijuna u svim državama. Jezik je Galjega
c. portugalski jezik 170,000,000 u svim zemljama (1995)

## Vanjske poveznice
- Ethnologue (14th)
- Tree for Ibero-Romance[neaktivna poveznica]